# Savasse (rivière)
La Savasse est une rivière française des départements de la Drôme et de l'Isère, dans la région Auvergne-Rhône-Alpes, et un affluent de l'Isère, donc un sous-affluent du fleuve le Rhône.

## Géographie

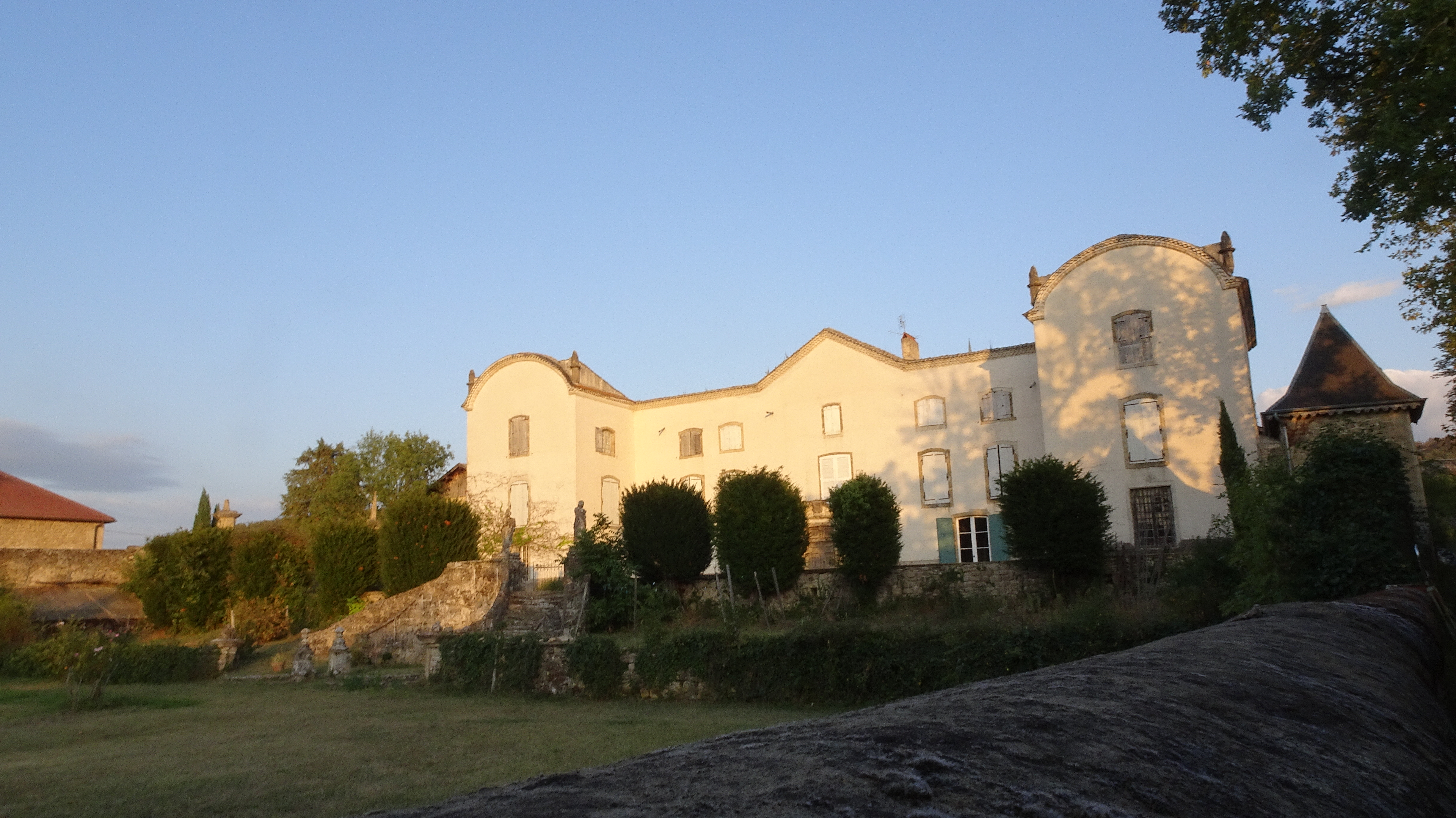
le Château de Sallmard à Peyrins derrière l'étang

Sa longueur est de 24,27 km. Elle prend source dans la forêt de Thivolet, située dans la commune de Saint Antoine l'Abbaye, à 542 mètres d'altitude. Elle coule globalement du nord-est vers le sud-ouest et traverse huit communes avant de se jeter dans l'Isère au centre-ville de Romans-sur-Isère, dans le faubourg de Clérieux, au bout de la place de la Presles à 138 mètres d'altitude.

### Communes et cantons traversés
Dans les deux départements de la Drôme et de l'Isère, la Savasse traverse les huit communes suivantes, de l'amont vers l'aval, de Saint Antoine l'Abbaye (source), Montmiral, Saint-Michel-sur-Savasse, Geyssans, Génissieux, Peyrins, Mours-Saint-Eusèbe, Romans-sur-Isère (confluence).
Soit en termes de cantons, la Savasse prend source dans le canton du Sud Grésivaudan, traverse le canton de Drôme des collines et conflue dans le canton de Romans-sur-Isère, dans les arrondissement de Grenoble et arrondissement de Valence, dans les intercommunalité Saint-Marcellin Vercors Isère Communauté et Valence Romans Agglo.

### Toponyme
La Savasse a donné son hydronyme à la commune de Saint-Michel-sur-Savasse.

### Bassin versant
La Savasse traverse une seule zone hydrographique « L'Isère du Riousset à l'Herbasse » (W342),.

## Affluents
La Savasse a trois affluents de moins de dix kilomètres de longueur et de rang de Strahler un (sans affluent) :
- le ruisseau de Bagnol (rg) 7 km sur les trois communes de Saint Antoine l'Abbaye (source), Montmiral, Saint-Michel-sur-Savasse (confluence).
- le ruisseau des Etangs (rd) 4 km sur la seule commune de Peyrins.
- la Druivette (rd) 3 km sur la seule commune de Geyssans.

### Rang de Strahler
Donc le rang de Strahler de la Savasse est de deux.

## Hydrologie

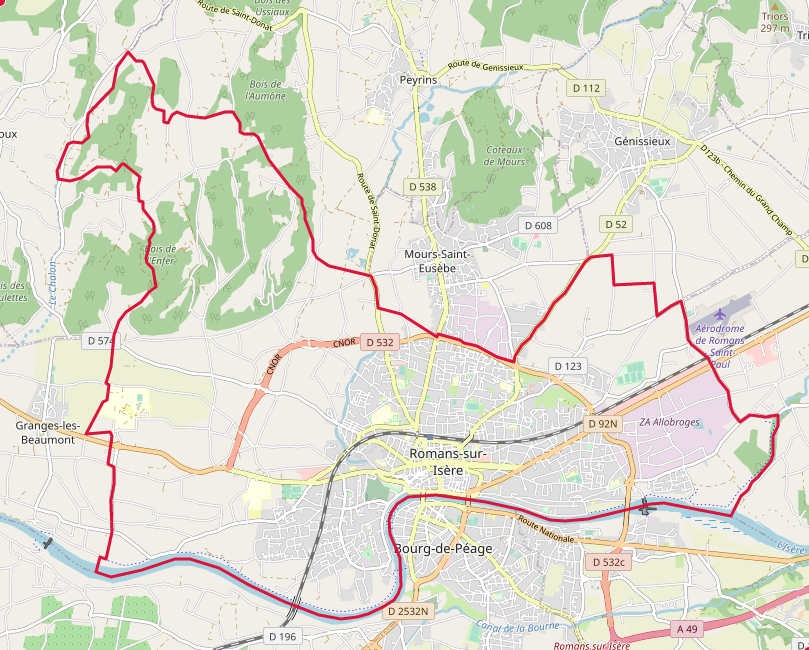
confluence de la Savasse avec l'Isère en rive droite et venant du nord de Romans-sur-Isère.

Son régime hydrologique est dit pluvio-nival

## Aménagements et écologie
La mairie de Romans-sur-Isère a lancé un projet d'aménagement de la vallée de la Savasse (juste en amont de sa confluence avec l'Isère) qui vise à remettre à l'air libre la rivière qui avait été recouverte de béton au XXe siècle. Le parking de la Presle laissera ainsi place à un nouveau lit naturel pour la rivière, ainsi qu'à des berges aménagées et stabilisées par 250 pieux qui serviront également de base pour des passerelles métalliques qui enjamberont la rivière.

### Histoire
On retrouve la Savasse dans le choix de l'emplacement de la ville de Romans-sur-Isère, étant donné qu'il aurait été favorisé par l'existence d'un gué formé par les rejets de la Savasse, cela aurait influencé l'archevêque Barnard lors de la fondation de son abbaye en 838,.
La Savasse a également eu son rôle à jouer lors du développement industriel de la ville, notamment en alimentant les tanneries et en partie le canal de la Martinette qui sera à l'origine de nombreuses activités industrielles,.
Ce cours d'eau et ses crues ont également été à l'origine d'inondations dévastatrices à Romans-sur-Isère même et entre Romans et Peyrins, à de nombreuses occasions.

### ZNIEFF
La Savasse fait partie de la ZNIEFF 820030044 - Etang de Montmiral et ruisseau de la Savasse,.

### Flore et faune
On rencontre sur cette ZNIEFF, « la fougère des montagnes, la laîche faux souchet, la petite scutellaire ou le rubanier émergé », ainsi que « l'orthétrum bleuissant et l'orthétrum brun », « le sympétrum à corps déprimé », et « le sonneur à ventre jaune ».

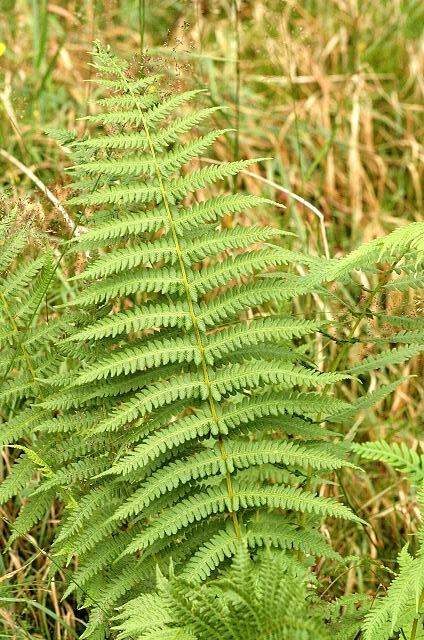
la Fougère des montagnes
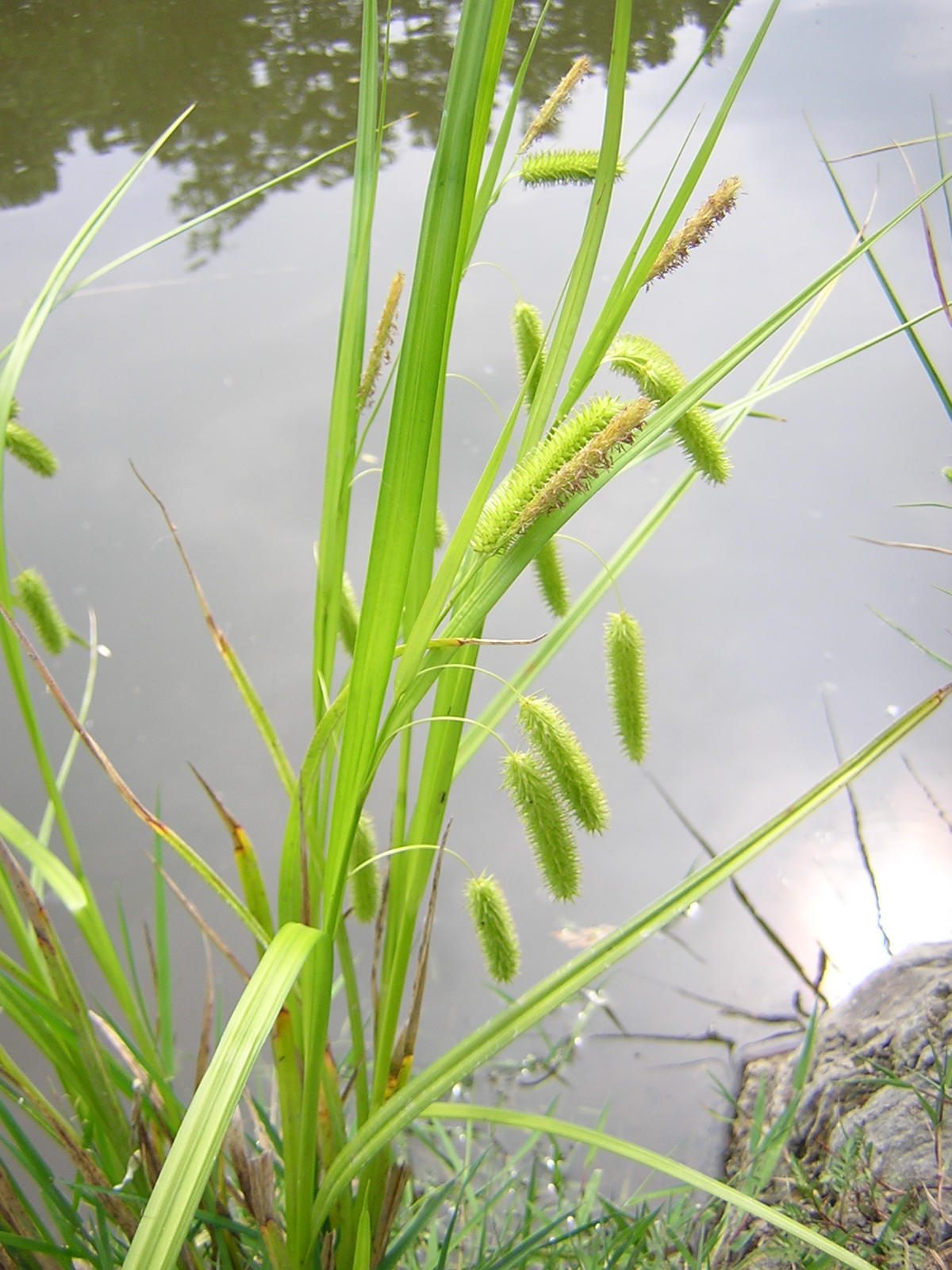
la laîche faux souchet
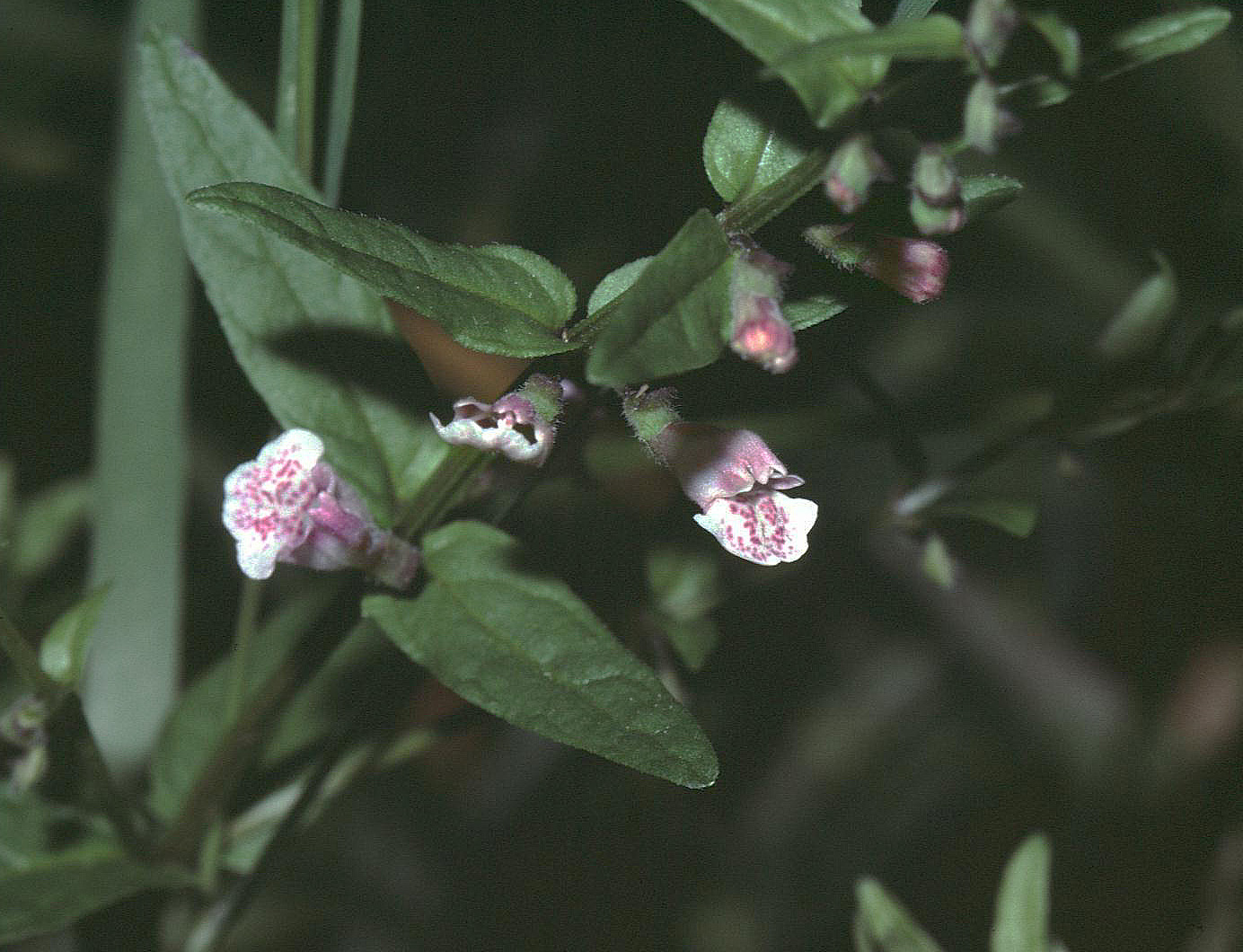
la petite scutellaire
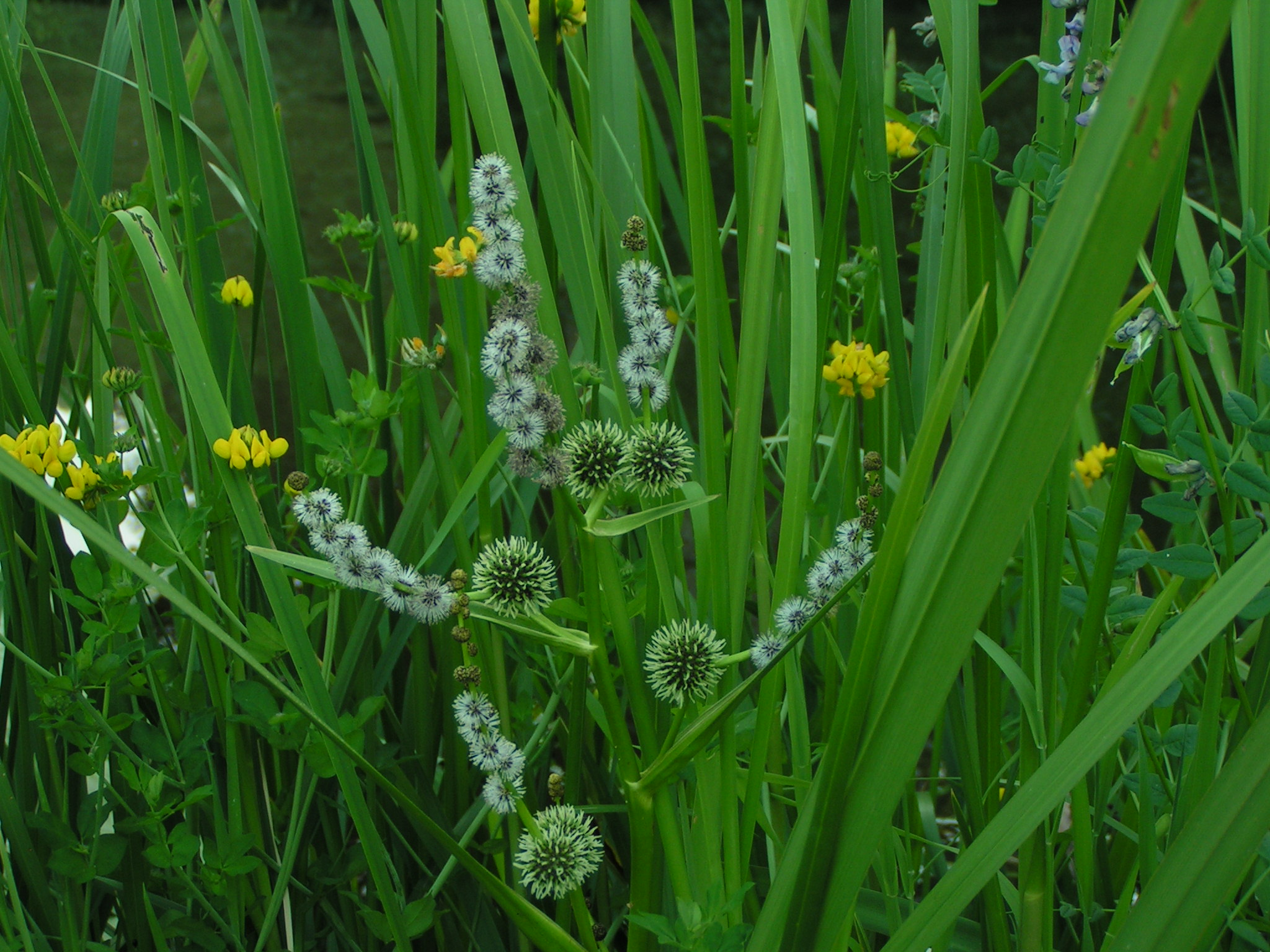
le rubanier émergé
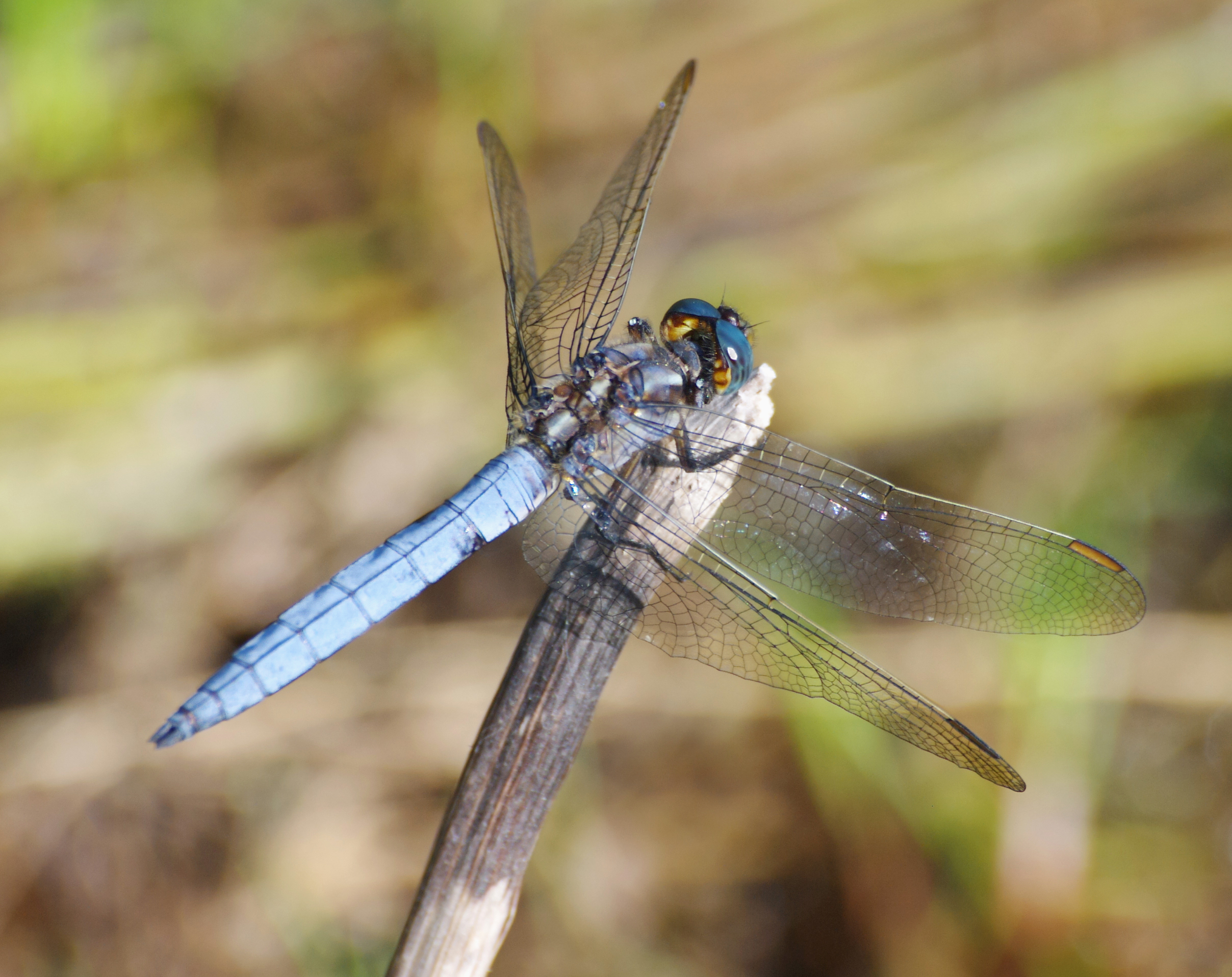
l'orthétrum bleuissant
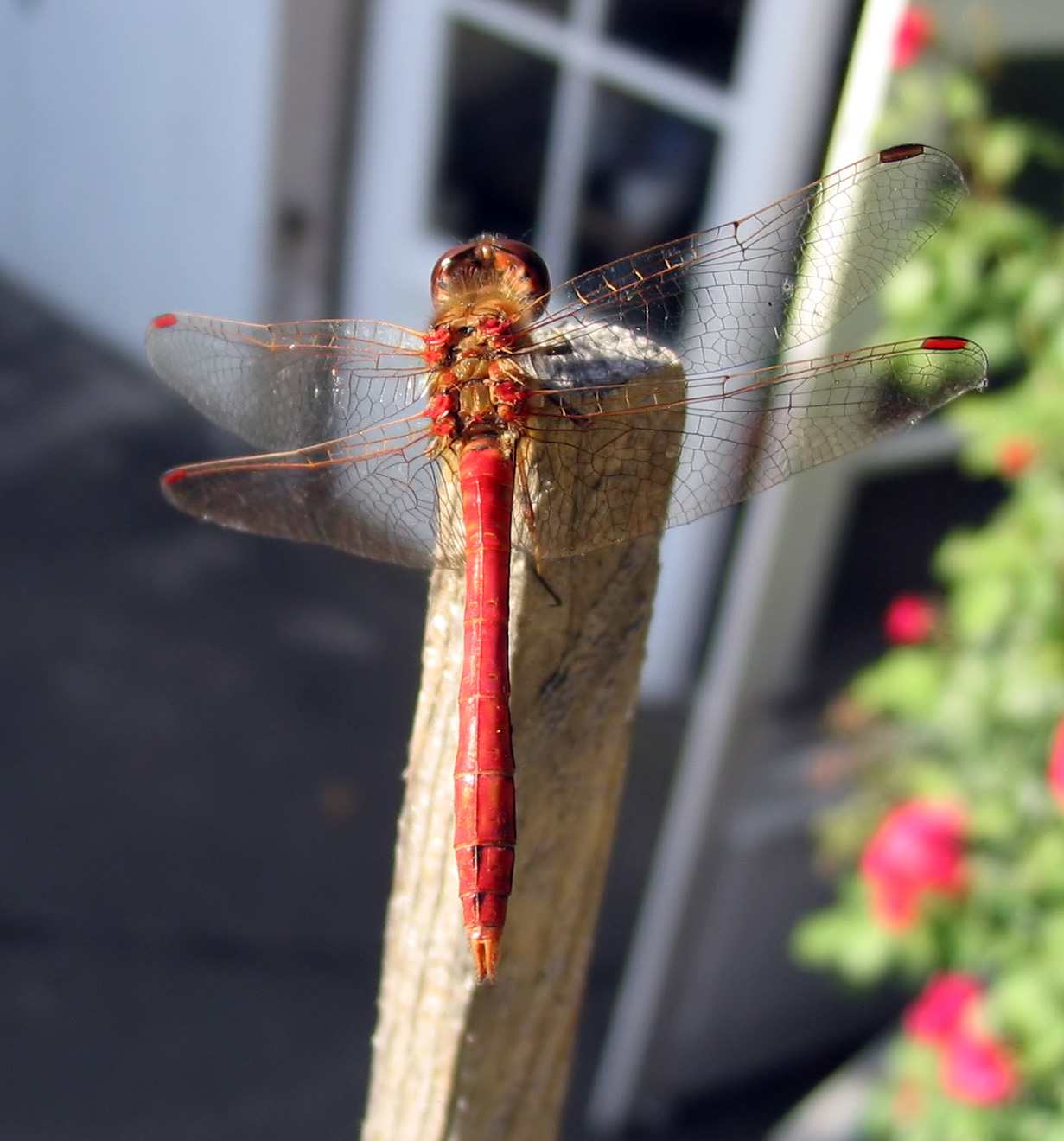
le sympétrum commun
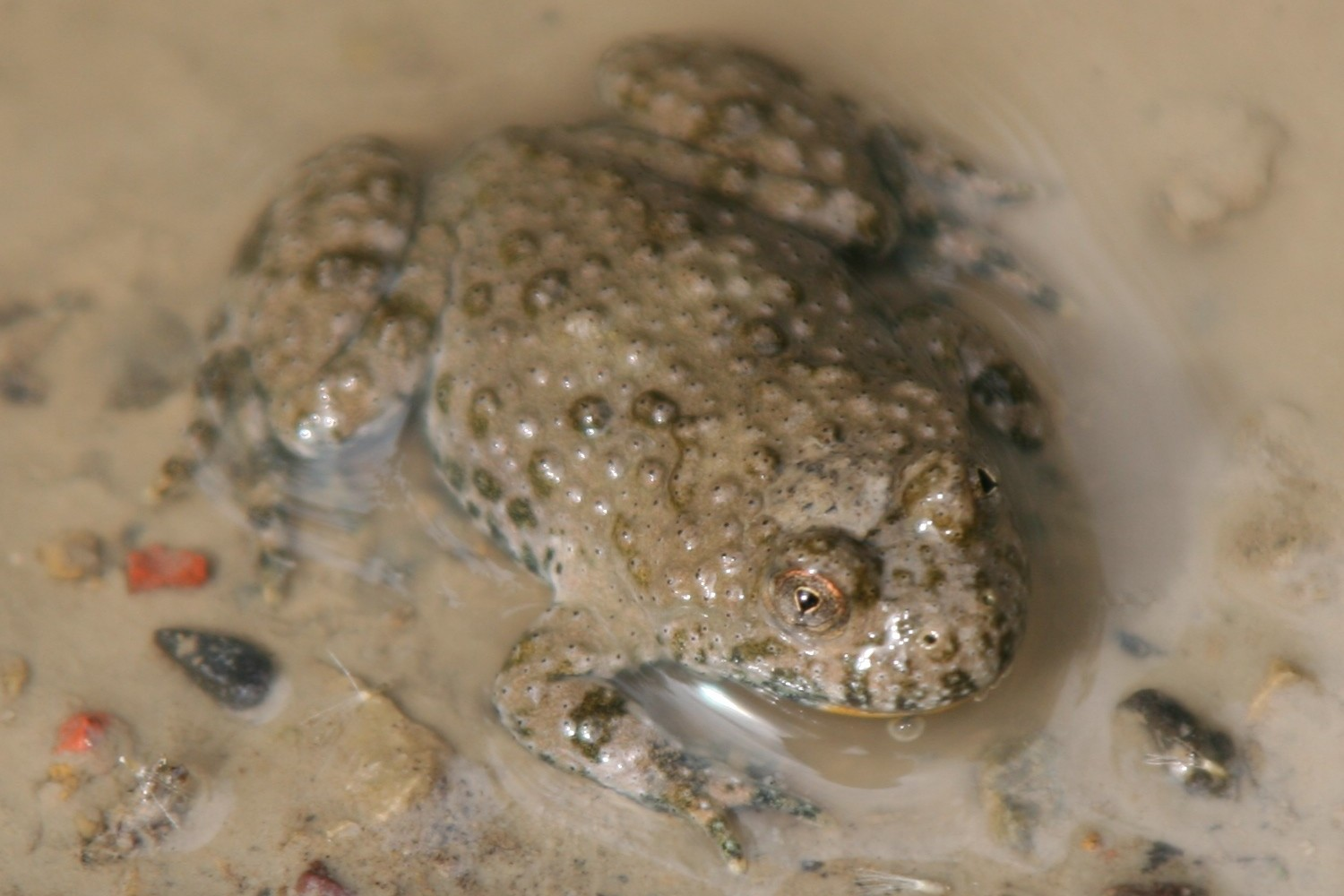
le sonneur à ventre jaune

### AAPPMA
La Savasse (comme rivière à truite) et les étangs de Peyrins sont référencés par la fédération de pêche de la Drôme, voir "la gaule romanaise et péagoise".

## Étymologie - hydronymie
Selon le dictionnaire topographique du département de la Drôme, elle est attestée sous les noms de :
- 950 : Aqua que dicitur Savacia (Cartulaire de Romans, 85)
- XIIe siècle : Savaciam (Cartulaire de Romans, 310)
- 1540 : Savatia (Du Rivail : de Allobrog.,36)